# Eugène Joseph Stanislas Foullon d'Escotiers
Pour les articles homonymes, voir Foullon.
Pour les autres membres de la famille, voir Famille Foullon.
Eugène Joseph Stanislas Foullon d'Escotiers né le 2 octobre 1753 et mort à Paris (ancien 1er arrondissement) le 4 mai 1835 est un magistrat et intendant de l'Ancien Régime en Guadeloupe et en Martinique et homme politique local en Loir-et-Cher sous la Restauration.

## Biographie

### Famille
Eugène Joseph Stanislas Foullon d'Escotiers est né le 2 octobre 1753 et a été ondoyé le lendemain à Valenciennes. Il est le fils cadet de Joseph François Foullon de Doué (1715-1789), tué au début de la Révolution française le 22 juillet 1789, intendant, maître des requêtes, baron de Doué et brièvement contrôleur général des finances en 1789 et de son épouse Isabelle Eugène Joseph Van der Dussen de Kestergat (1717-1786).
Son frère aîné est Joseph Pierre François-Xavier Foullon de Doué (1750-1828), intendant de la généralité de Moulins. Un autre frère, Honoré Charles Ignace Foullon (1756-1825), est prêtre du diocèse de Cambrai et conseiller-clerc au Parlement de Paris de 1780 à la Révolution. Leur sœur, Marie Joséphine Foullon (1747-1786), épouse en 1764 Louis Bénigne Bertier de Sauvigny (1737-1789), intendant de Paris, tué avec son beau-père le 22 juillet 1789.

### Intendant sous l'Ancien Régime
Eugène Joseph Stanislas Foullon d'Escotiers devient conseiller au Châtelet le 24 mars 1773. Il est conseiller à la Cour des aides de Paris du 22 février 1775 à juin 1776, puis maître des requêtes du 19 juin 1776 à la Révolution,.
Il est intendant de la Guadeloupe du 5 juin 1785 à janvier 1789 tout en assurant l'intérim en Martinique du 11 mai au 28 novembre 1786. Il est ensuite intendant de la Martinique du 26 janvier 1789 au 20 juillet 1790. À l'été 1789, il doit notamment faire face aux revendications des esclaves martiniquais, qui réclament la liberté. Le 20 juillet 1790, il est destitué par l'assemblée coloniale et part en septembre pour Bordeaux. Un décret du 29 novembre le rétablit dans ses fonctions, qu'il conserve jusqu'à la suppression des intendances des colonies le 15 juin 1791.

### Révolution, Consulat et Empire
Il apparaît comme officier municipal d'Onzain le 2 décembre 1792.
Il est arrêté pendant la Terreur sur mandat du Comité de sûreté générale et emprisonné à Paris du 21 avril 1794 au 27 octobre 1794, date à laquelle il est jugé et mis en liberté. Une maladie fort opportune lui a d'abord permis d'être transféré de la Conciergerie à l'hospice de l'Évêché le 28 avril 1794 puis de retarder le jugement.
Quelques jours après, le 5 novembre 1794, il se marie, à Onzain, avec Marie Louise Françoise de Perrinelle du May, née le 27 novembre 1762, baptisée à Saint-Pierre le 15 mai 1763 et dont les obsèques sont célébrés à la Madeleine à Paris le 12 décembre 1824. Elle est la fille de Louis Antoine Jean de Perrinelle du May (1724-1785), conseiller au Roi au conseil supérieur de la Martinique, et de son épouse Louise Françoise Littée. Marie Louise Françoise de Perrinelle du May est divorcée de Marc René Édouard de Couët, comte de La Tourmelière, depuis le 11 mars 1793. Eugène Joseph Stanislas Foullon d'Escotiers et elle n'auront pas d'enfant.
Eugène Joseph Stanislas Foullon d'Escotiers est ensuite conseiller général du canton d'Herbault de 1803 à 1815 et maire d'Onzain de 1812 à 1817.

### Restauration
Pendant la Première Restauration, il est nommé conseiller d'État honoraire le 5 juillet 1814 et reçoit la Légion d'honneur le 12 août 1814. Il reste conseiller d'État honoraire jusqu'au 20 août 1815.
Il est de nouveau intendant de la Guadeloupe à partir du 11 avril 1816, mais, sa gestion n'étant pas jugée satisfaisante, il est vite rappelé le 20 août 1817. Il a le temps de rendre une ordonnance locale le 2 décembre 1816 (avec le lieutenant général, Lardenoy), qui assimile les esclaves des plantations à des biens immeubles.
Il prend sa retraite le 25 juillet 1820 et reçoit l'ordre de Saint-Louis le 7 janvier 1822.
Il meurt à Paris (ancien 1er arrondissement) le 4 mai 1835 et ses obsèques sont célébrées à la Madeleine deux jours après. Il meurt sans postérité et ses neveux n'héritent pas de ses biens. Par testament, il avait fait de Louise Marie Hervieu, avec qui il vivait, son héritière universelle.

## Décorations
Chevalier de la Légion d'honneur le 12 août 1814.
 Chevalier de l'ordre royal et militaire de Saint-Louis le 7 janvier 1822.